# Rantanplan
Rantanplan es un personaje ficticio (más concretamente un perro) creado por el dibujante de cómics Belga Morris y el guionista francés René Goscinny. Originalmente fue un personaje secundario de los cómics de Lucky Luke, pero posteriormente protagonizó una serie propia. El nombre de Rantanplan es un juego de palabras con el Perro Rin tin tin, pero a modo de parodia (siendo Rin tin tin un perro muy inteligente y Rantanplan un perro bastante tonto). De hecho, en algunas traducciones turcas, se le nombra como Rin tin tin y en algunas traducciones inglesas se le ha llamado "Rin tin tin Can" (El perro Rin tin tin) y "Bushwhack" en la serie de dibujos de Hanna- Barbera de Lucky Luke (de 1983).

## Apariciones en la serie
El personaje aparece por primera vez en las primeras páginas de la historia "Sobre la Pista de los Dalton" (4 de febrero de 1960) en la revista francobelga Spirou, y posteriormente como álbum individual en 1962. Este personaje se mantuvo durante un gran número de historias, de modo que en 1987 comenzó a publicarse una historia propia.  Diez años después de la muerte de Goscinny, para la producción de la serie de Rantanplan, Morris colaboró con autores como Jean Léturgie, Bob de Groot o Vittorio Leonardo.

## Personaje
Rantanplan es un pastor alemán que trabaja como perro guardián de la prisión, por lo que a menudo se ve ocupado en vigilar a los Hermanos Dalton o en ayudar a Lucky Luke a buscarlos cuando huyen. Pertenece a la administración de la prisión y su amo es el guardia Pávlov (en referencia a Iván Pávlov y sus famosos experimentos con perros). Lleva una estrella de sheriff en el cuello.  
Es considerado el animal más tonto del Oeste (especialmente por Jolly Jumper, el caballo de Lucky Luke). Sus decisiones y reflexiones, cada una más estúpida o absurda que la anterior, son el hazmerreír de la gente. Es especialmente querido por Averell Dalton, el más tonto de los cuatro hermanos Dalton, por lo que Rantanplan piensa, en varias ocasiones, que Averell es su padre, hermano, etc. En ocasiones ha confundido a Joe Dalton como si fuera su dueño amoroso, aunque éste realmente le odia. Tal es la estupidez de Rantanplan que es capaz de buscar durante horas comida, bebida o cualquier cosa que pida Lucky Luke cuando el objeto que busca está prácticamente delante de sus narices. Sin embargo, en La Guérison des Dalton, después de asistir a las sesiones de terapia que hacen los Dalton, tiene brevemente una «crisis de inteligencia» que le permite ayudar a Lucky Luke encontrando la llave de las esposas que lo atan.
Otra de sus características es su incapacidad de calcular la distancia para saltar a los brazos de un personaje. Sus intentos son siempre infructuosos. 
Además de estúpido, Rantanplan es increíblemente lento y suele tener accidentes y múltiples confusiones. De todos modos, es un buen perro que seguirá a Lucky Luke hasta el fin del mundo, una de las pocas personas que ve en él una buena actitud. Al igual que Averell Dalton, tiene un gran apetito y devorará cualquier cosa que se le ponga delante, tanto si es comestible como si no, pasando por pastillas de jabón.
El caballo de Lucky Luke, Jolly Jumper, es un animal  inteligente, y aguanta a Rantanplan, considerándole como una de las grandes equivocaciones de la naturaleza.

## Serie animada
En 2006, la productora Xilam realizó una serie animada del personaje de Morris Rantanplan con episodios de 90 segundos, emitidos en la cadena de televisión France 3. También se retransmite en  la cadena de TV Canadiense YTV bajo el nombre Rintindumb, y estuvo distribuida por Warner Bros. Television. Originalmente se usaron las voces de Maurice LaMarche y Rob Paulsen. Actualmente se emite en Rovio ToonsTV.